# フロックコート

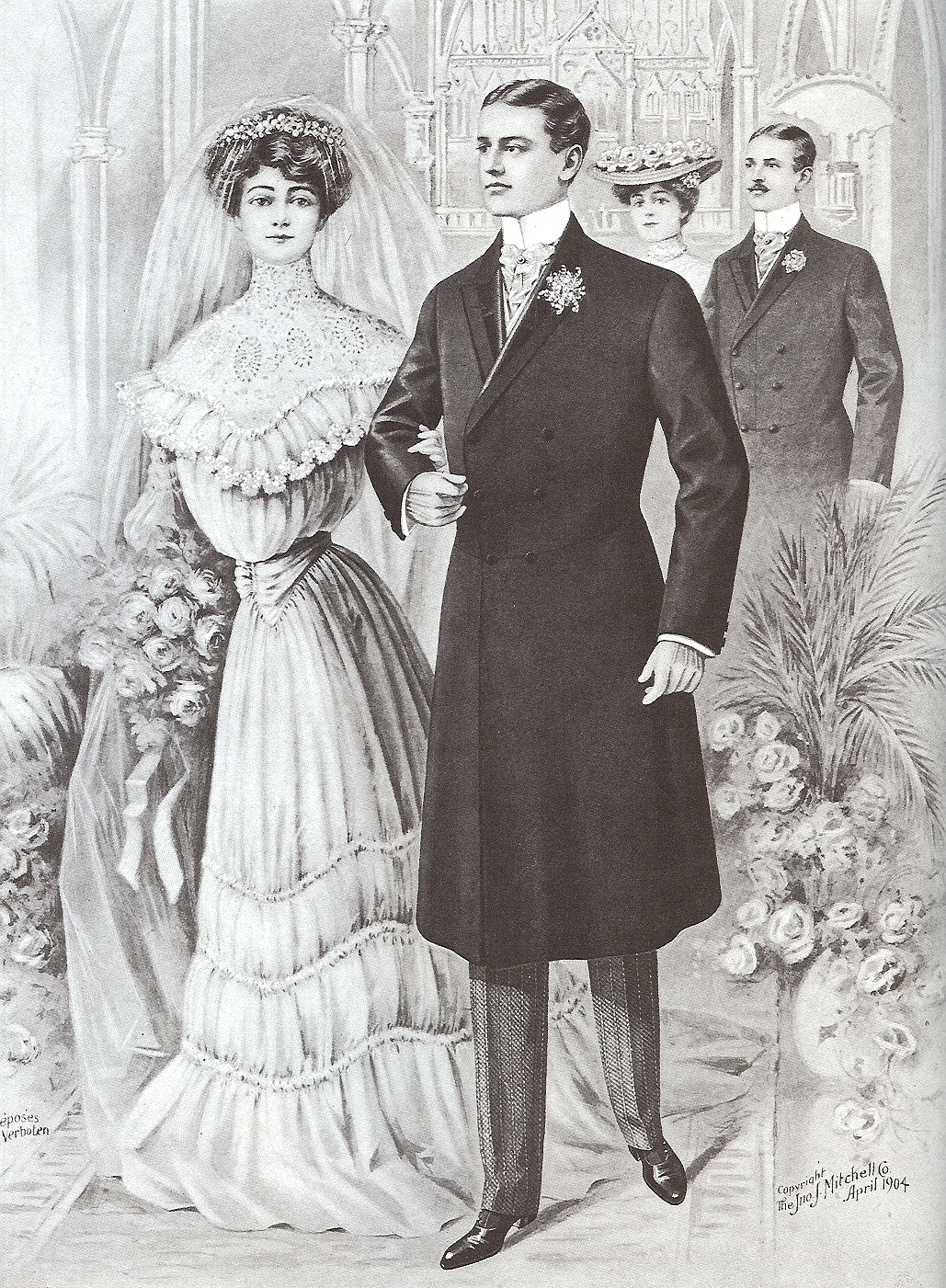
フロックコート（20世紀初頭）

フロックコート（英：frock coat、米（別名）:Prince Albert coat）は、19世紀中頃から20世紀初頭にかけて使用された昼間の男性用礼装である。ダブルブレストで黒色のものが正式とされ、フロックコートとシャツ、ベスト、ズボン、ネクタイで一揃いになった。その後モーニングコートや燕尾服に取って代わられ、現在では前合わせがシングルのものも多く見られるようになり、結婚式で使われるくらいになった。

## 来歴

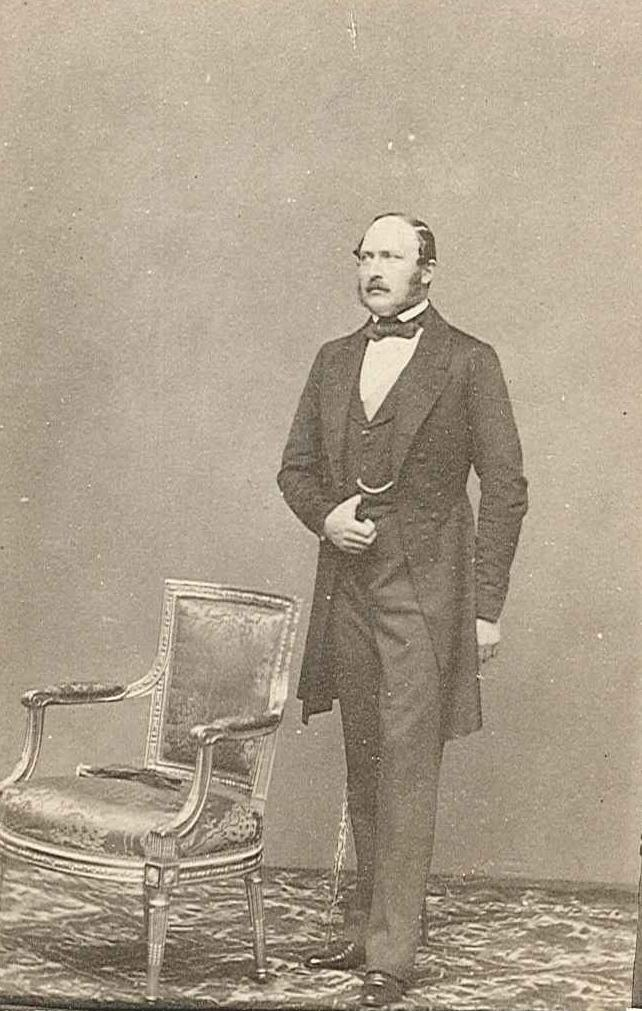
アルバート公。アメリカではフロックコートは「プリンス・アルバート・コート」とも呼ばれている。アルバート・チェーンと呼ばれる懐中時計の鎖も見える。

ダブルブレストの上着の起源はポーランド軽騎兵・ウーランの服装であり、乗馬の際に風が入らないように前合わせがダブルで襟が高くなったと言われている。そして、これらの特徴を持った上着は18世紀には軍服として使われていた。
19世紀初頭、プロイセン軍のウーラン騎兵隊（隊員のほとんどがポーランド人であったことから、ウーランプルク (Ulan-Pulk) と呼ばれていた）の軍服であったダブルブレストで紺青色（プルシアンブルー）のコートが、男性の服装として地味な色彩が好まれていたイギリスにも広まった。軍服は立襟のままだったが、それ以外のものは背広襟となり、色は更に濃い色調の濃紺や黒のものが19世紀中頃には男性の昼間用礼装となった。
20世紀に入ると礼装はモーニングコートや燕尾服に取って代わられ、準礼装はグスタフ・シュトレーゼマンが執務服として導入したディレクターズスーツが広まり、民間では着られなくなった。各国軍隊では、第2次世界大戦頃まで正装・礼装として広く用いられ、現在でも一部の国で使用されている（軍服の項を参照）。また、海軍では背広襟のフロックコートが略装として採用され、それが紺色ダブルのブレザーとなったとも言われている。今日では新郎の父が着る場合がという古いしきたりがある。

## 特徴
上着丈が前も後ろも全体的に長く(現在ではショートフロックコートと呼ばれる短い丈のフロックコートも存在する)、縦のラインが強調されていることや、裾が直線的で、カッチリとしている。現代はラペルの3釦、4釦が主流。以前は「ダブルブレスト」と呼ばれるボタン2列のものが多かったが、現在では「シングルブレスト」というボタン1列が多い。
外出用で丈が長いこともあり、あまり乗馬や運動では向いていない。
一部結婚関連のアプリ会社や結婚関連メディアはフロックコートに対するイメージを「正統派・クラシカル・ゴージャス」や「フォーマルでエレガントな印象」等と書いている。

## アルバム

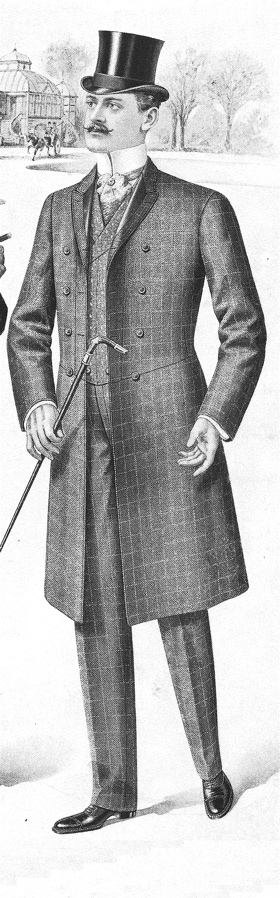
常装用のチェックのフロックコート。前を開けているので、中のウェストコート等が見える。
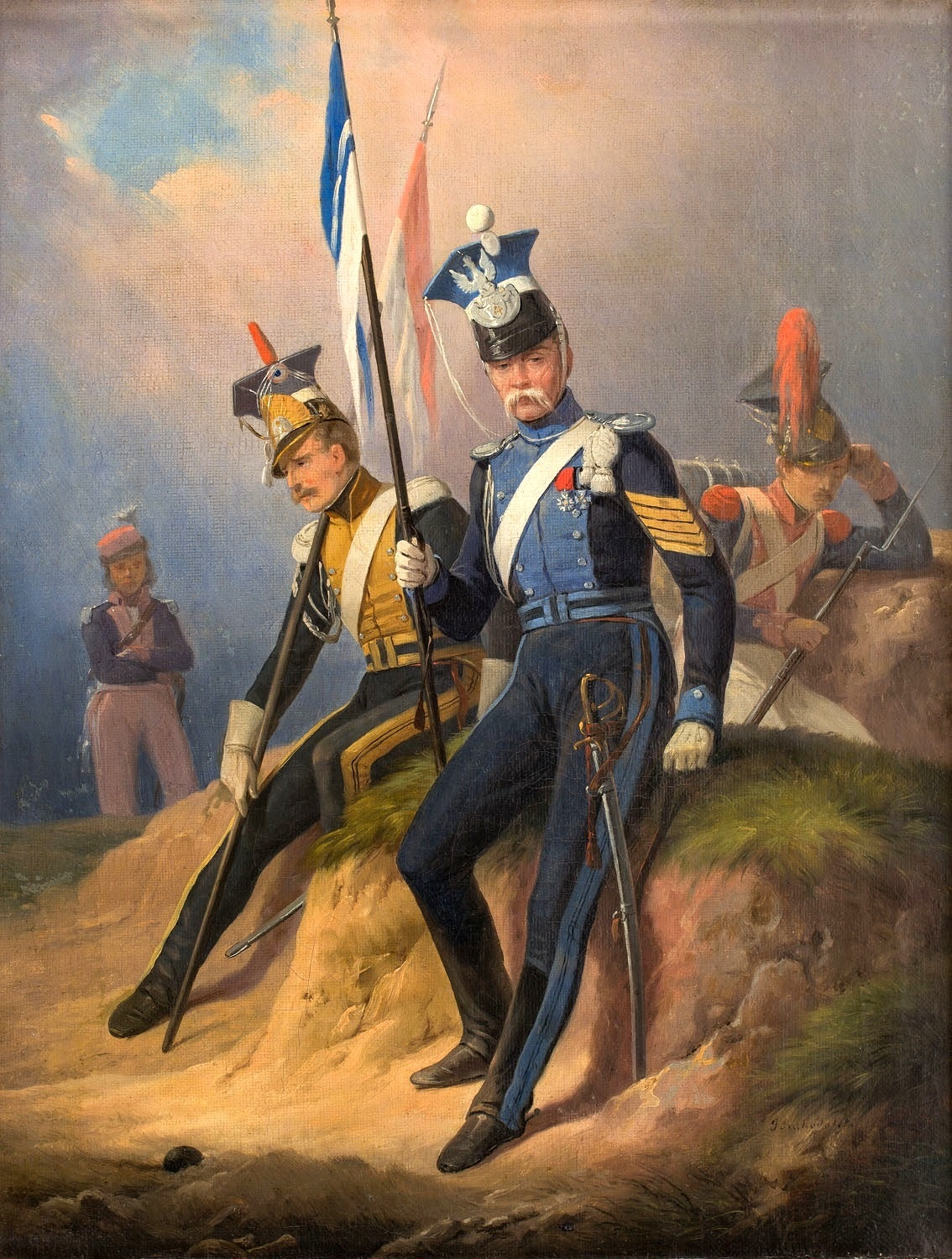
ポーランド、（ワルシャワ公国）のウーラン
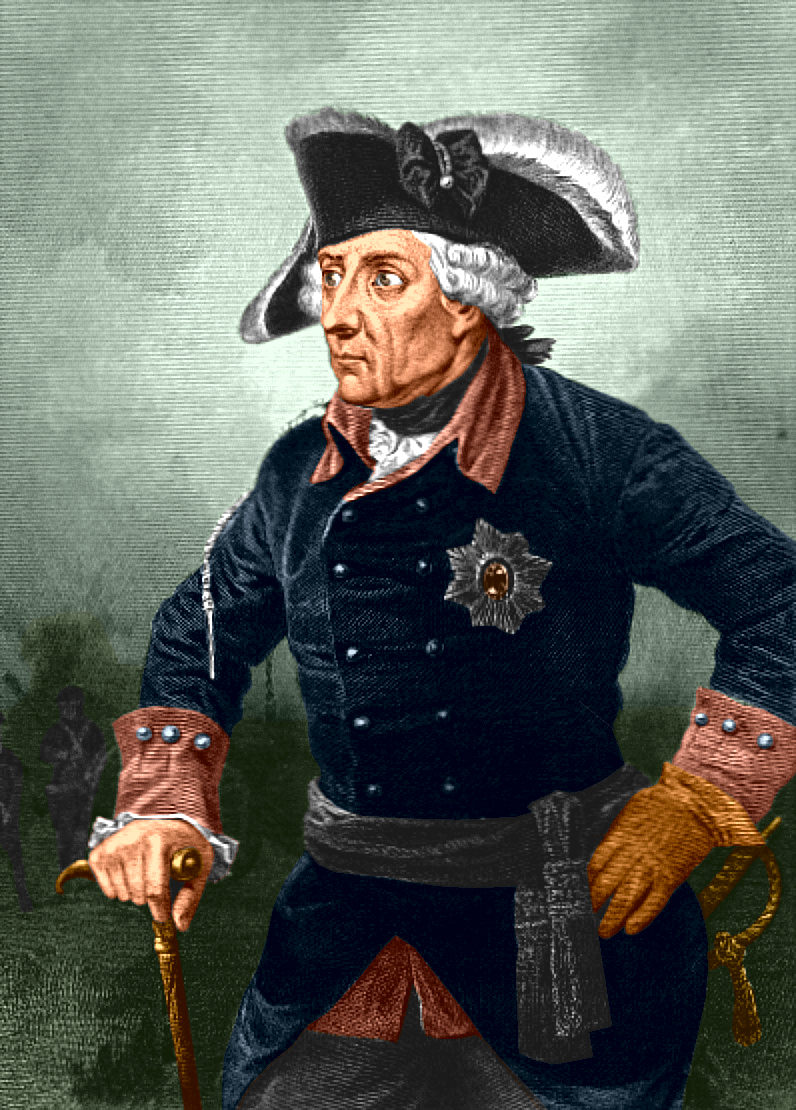
フリードリヒ2世
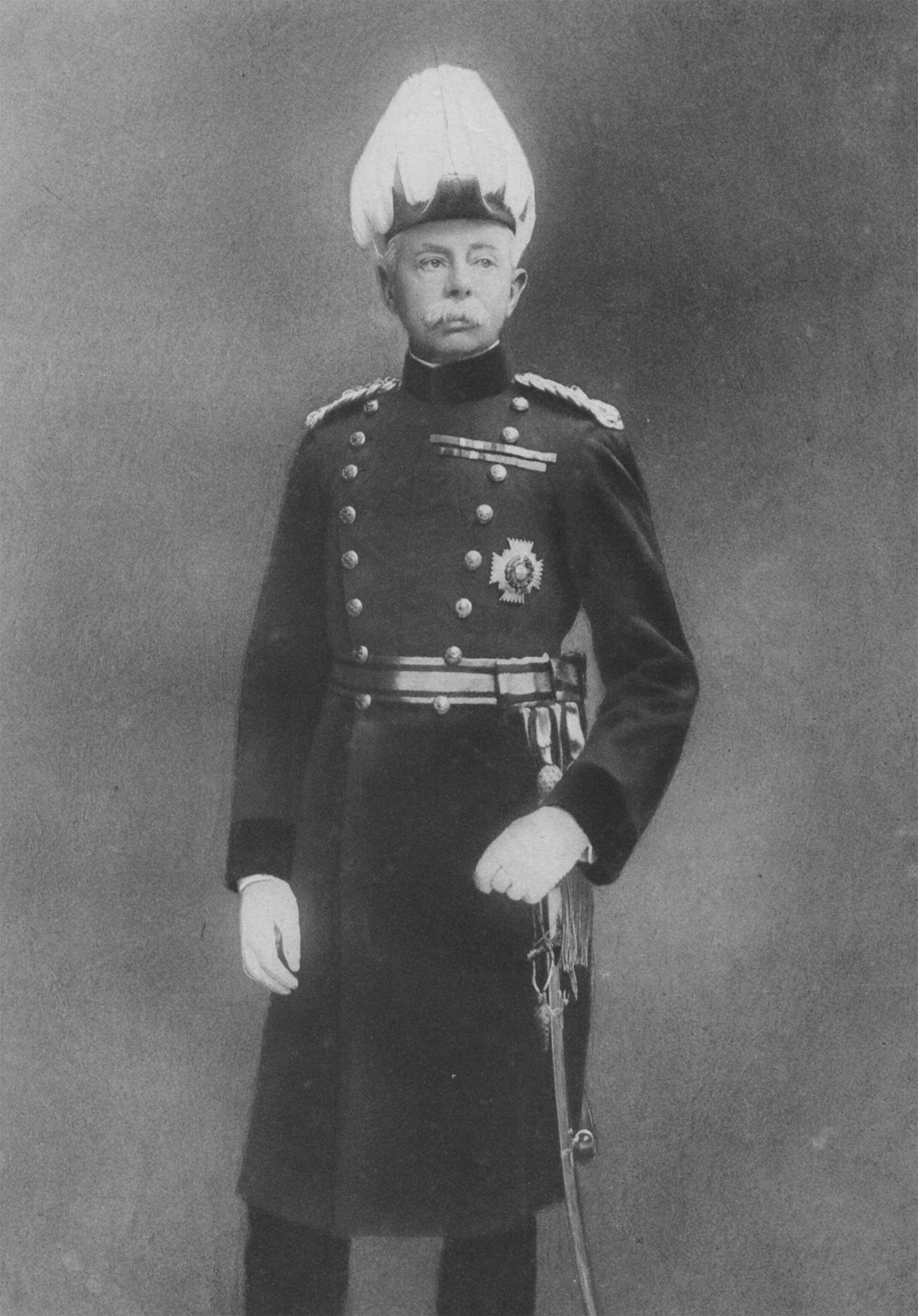
イギリス陸軍の礼装用フロックコート（第一次世界大戦頃）。将官用の正装として現在も使用されている。
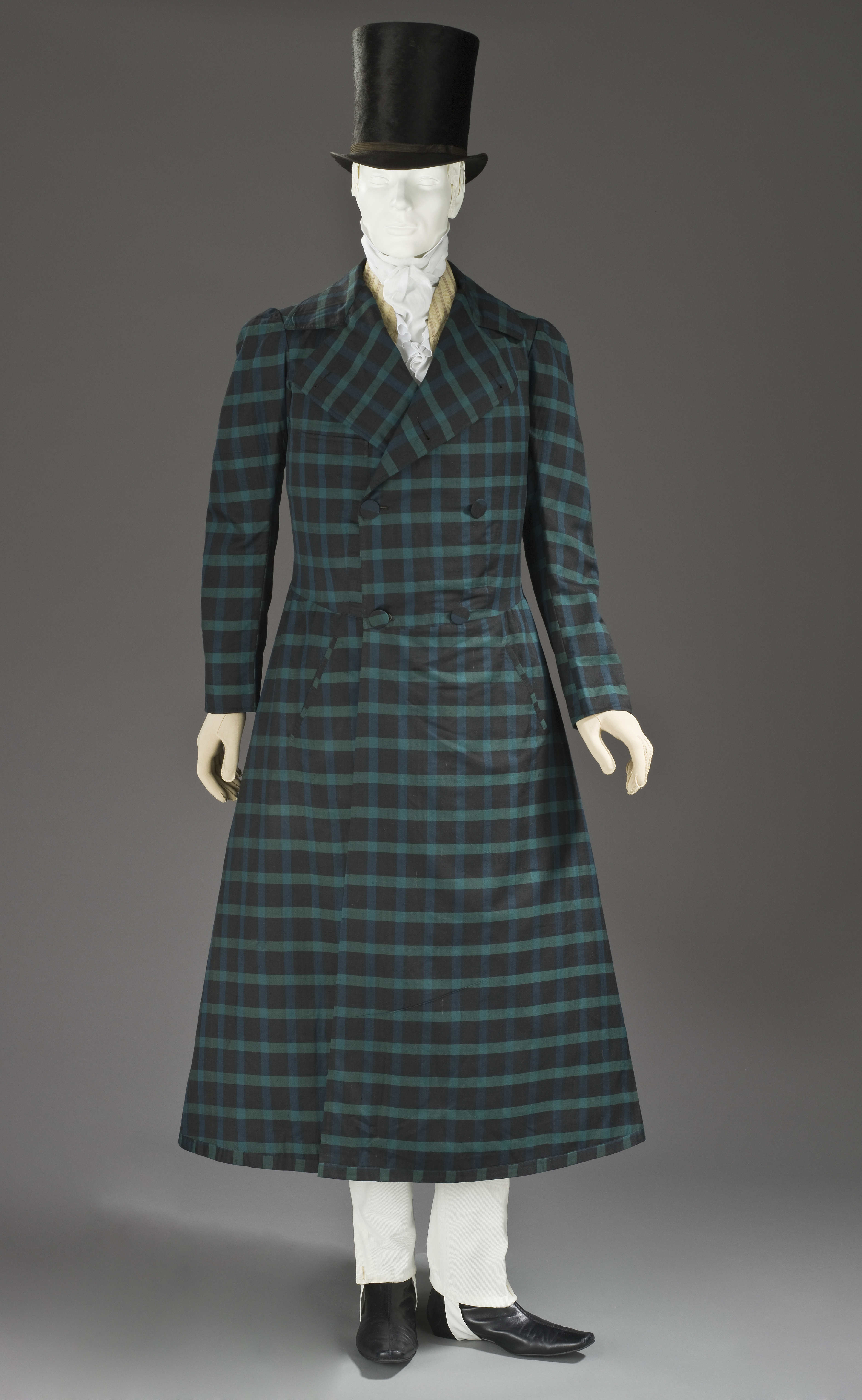
チェックのフロックコート
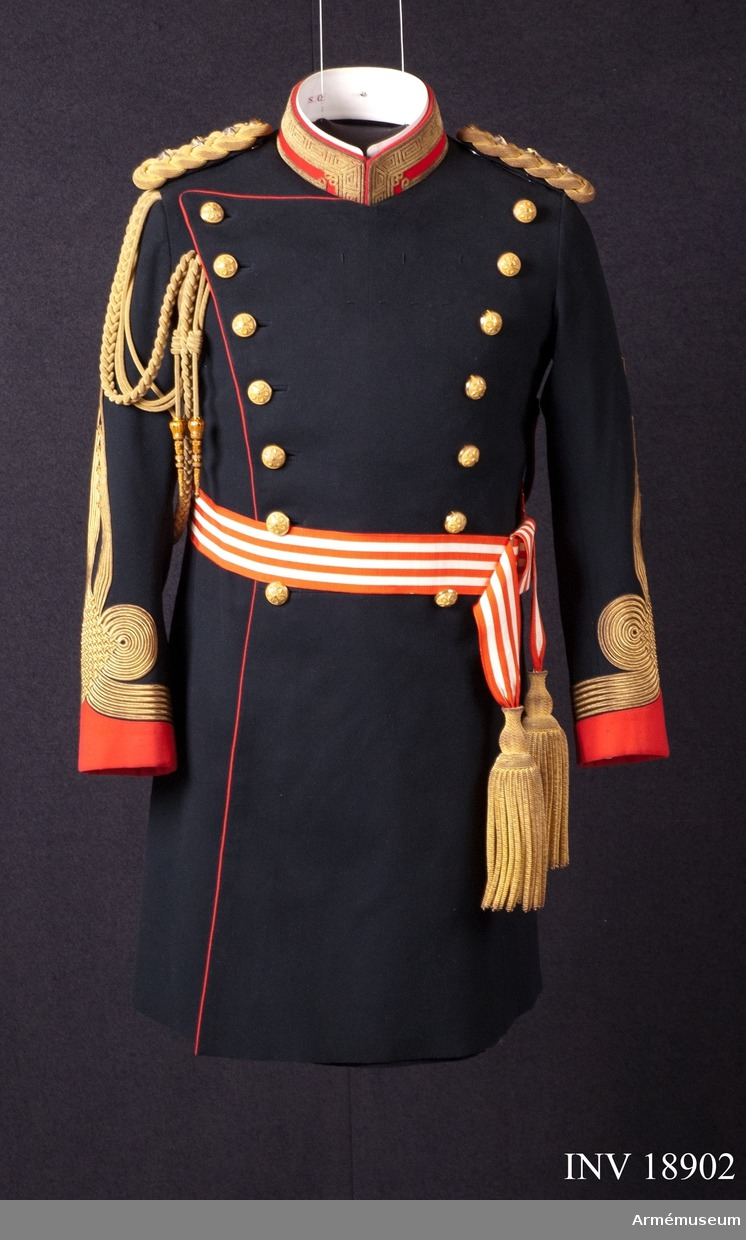
小野寺信少将の1930年代の日本陸軍駐在武官の閲兵式用フロックコート

## 基本的な構成
- コート
- コールズボン
- ウェストコート
- ワイシャツ
- カラーステイ
- ネクタイ
- 革靴
- 靴下
- 帽子

## 参考資料
1. 辻元よしふみ,辻元玲子『スーツ=軍服!?―スーツ・ファッションはミリタリー・ファッションの末裔だった!!』 彩流社、2008年3月。ISBN 978-4-7791-1305-5。
2. ハーディ・エイミス『ハーディ・エイミスのイギリスの紳士服』 森 秀樹訳、大修館書店、1997年3月。ISBN 978-4-469-24399-4。